# 比利牛斯國家公園
比利牛斯國家公園是法國的一個國家公園。比利牛斯國家公園位於法國和西班牙國境，非常適合開展各種戶外活動。比利牛斯國家公園成立於1967年。